# Parwaï
Parwaï (ou Parawaï) est une localité du Cameroun située dans le département de la Mayo-Tsanaga et la Région de l'Extrême-Nord. Elle fait partie de la commune de Mokolo et du canton de Gawar. 

## Population
En 1966-1967, la localité comptait 434 habitants, des Peuls, des Hina et des Mofu. À cette date, elle accueillait un marché de coton.
Lors du recensement de 2005 (3e RGPH), on y a dénombré 1 199 personnes.